# Selección femenina de fútbol sub-20 de Polonia
La selección femenina de fútbol sub-20 de Polonia es el equipo representativo de dicho país en las competiciones oficiales. Su organización está a cargo de la Asociación Polaca de Fútbol, miembro de la UEFA y la FIFA.

## Estadísticas

### Copa Mundial Femenina de Fútbol Sub-20
| Año                     | Fase                          | Posición                      | PJ                            | PG                            | PE                            | PP                            | GF                            | GC                            |
| ----------------------- | ----------------------------- | ----------------------------- | ----------------------------- | ----------------------------- | ----------------------------- | ----------------------------- | ----------------------------- | ----------------------------- |
| Canadá 2002             | No se clasificó               | No se clasificó               | No se clasificó               | No se clasificó               | No se clasificó               | No se clasificó               | No se clasificó               | No se clasificó               |
| Tailandia 2004          | No se clasificó               | No se clasificó               | No se clasificó               | No se clasificó               | No se clasificó               | No se clasificó               | No se clasificó               | No se clasificó               |
| Rusia 2006              | No se clasificó               | No se clasificó               | No se clasificó               | No se clasificó               | No se clasificó               | No se clasificó               | No se clasificó               | No se clasificó               |
| Chile 2008              | No se clasificó               | No se clasificó               | No se clasificó               | No se clasificó               | No se clasificó               | No se clasificó               | No se clasificó               | No se clasificó               |
| Alemania 2010           | No se clasificó               | No se clasificó               | No se clasificó               | No se clasificó               | No se clasificó               | No se clasificó               | No se clasificó               | No se clasificó               |
| Japón 2012              | No se clasificó               | No se clasificó               | No se clasificó               | No se clasificó               | No se clasificó               | No se clasificó               | No se clasificó               | No se clasificó               |
| Canadá 2014             | No se clasificó               | No se clasificó               | No se clasificó               | No se clasificó               | No se clasificó               | No se clasificó               | No se clasificó               | No se clasificó               |
| Papúa Nueva Guinea 2016 | No se clasificó               | No se clasificó               | No se clasificó               | No se clasificó               | No se clasificó               | No se clasificó               | No se clasificó               | No se clasificó               |
| Francia 2018            | No se clasificó               | No se clasificó               | No se clasificó               | No se clasificó               | No se clasificó               | No se clasificó               | No se clasificó               | No se clasificó               |
| Costa Rica 2022         | No se clasificó               | No se clasificó               | No se clasificó               | No se clasificó               | No se clasificó               | No se clasificó               | No se clasificó               | No se clasificó               |
| Colombia 2024           | No se clasificó               | No se clasificó               | No se clasificó               | No se clasificó               | No se clasificó               | No se clasificó               | No se clasificó               | No se clasificó               |
| Polonia 2026            | Clasificadas como anfitrionas | Clasificadas como anfitrionas | Clasificadas como anfitrionas | Clasificadas como anfitrionas | Clasificadas como anfitrionas | Clasificadas como anfitrionas | Clasificadas como anfitrionas | Clasificadas como anfitrionas |
| Total                   | 1/12                          |                               |                               |                               |                               |                               |                               |                               |

### Campeonato Europeo Femenino Sub-19 de la UEFA
| Año                                           | Fase                          | Posición                      | PJ                            | PG                            | PE                            | PP                            | GF                            | GC                            |
| --------------------------------------------- | ----------------------------- | ----------------------------- | ----------------------------- | ----------------------------- | ----------------------------- | ----------------------------- | ----------------------------- | ----------------------------- |
| Campeonato Europeo Femenino Sub-18 de la UEFA |                               |                               |                               |                               |                               |                               |                               |                               |
| 1998                                          | No se clasificó               | No se clasificó               | No se clasificó               | No se clasificó               | No se clasificó               | No se clasificó               | No se clasificó               | No se clasificó               |
| 1999                                          | No se clasificó               | No se clasificó               | No se clasificó               | No se clasificó               | No se clasificó               | No se clasificó               | No se clasificó               | No se clasificó               |
| 2000                                          | No se clasificó               | No se clasificó               | No se clasificó               | No se clasificó               | No se clasificó               | No se clasificó               | No se clasificó               | No se clasificó               |
| 2001                                          | No se clasificó               | No se clasificó               | No se clasificó               | No se clasificó               | No se clasificó               | No se clasificó               | No se clasificó               | No se clasificó               |
| Campeonato Europeo Femenino Sub-19 de la UEFA |                               |                               |                               |                               |                               |                               |                               |                               |
| 2002                                          | No se clasificó               | No se clasificó               | No se clasificó               | No se clasificó               | No se clasificó               | No se clasificó               | No se clasificó               | No se clasificó               |
| 2003                                          | No se clasificó               | No se clasificó               | No se clasificó               | No se clasificó               | No se clasificó               | No se clasificó               | No se clasificó               | No se clasificó               |
| 2004                                          | No se clasificó               | No se clasificó               | No se clasificó               | No se clasificó               | No se clasificó               | No se clasificó               | No se clasificó               | No se clasificó               |
| 2005                                          | No se clasificó               | No se clasificó               | No se clasificó               | No se clasificó               | No se clasificó               | No se clasificó               | No se clasificó               | No se clasificó               |
| 2006                                          | No se clasificó               | No se clasificó               | No se clasificó               | No se clasificó               | No se clasificó               | No se clasificó               | No se clasificó               | No se clasificó               |
| 2007                                          | Fase de grupos                | 7.º                           | 3                             | 0                             | 1                             | 2                             | 1                             | 7                             |
| 2008                                          | No se clasificó               | No se clasificó               | No se clasificó               | No se clasificó               | No se clasificó               | No se clasificó               | No se clasificó               | No se clasificó               |
| 2009                                          | No se clasificó               | No se clasificó               | No se clasificó               | No se clasificó               | No se clasificó               | No se clasificó               | No se clasificó               | No se clasificó               |
| 2010                                          | No se clasificó               | No se clasificó               | No se clasificó               | No se clasificó               | No se clasificó               | No se clasificó               | No se clasificó               | No se clasificó               |
| 2011                                          | No se clasificó               | No se clasificó               | No se clasificó               | No se clasificó               | No se clasificó               | No se clasificó               | No se clasificó               | No se clasificó               |
| 2012                                          | No se clasificó               | No se clasificó               | No se clasificó               | No se clasificó               | No se clasificó               | No se clasificó               | No se clasificó               | No se clasificó               |
| 2013                                          | No se clasificó               | No se clasificó               | No se clasificó               | No se clasificó               | No se clasificó               | No se clasificó               | No se clasificó               | No se clasificó               |
| 2014                                          | No se clasificó               | No se clasificó               | No se clasificó               | No se clasificó               | No se clasificó               | No se clasificó               | No se clasificó               | No se clasificó               |
| 2015                                          | No se clasificó               | No se clasificó               | No se clasificó               | No se clasificó               | No se clasificó               | No se clasificó               | No se clasificó               | No se clasificó               |
| 2016                                          | No se clasificó               | No se clasificó               | No se clasificó               | No se clasificó               | No se clasificó               | No se clasificó               | No se clasificó               | No se clasificó               |
| 2017                                          | No se clasificó               | No se clasificó               | No se clasificó               | No se clasificó               | No se clasificó               | No se clasificó               | No se clasificó               | No se clasificó               |
| 2018                                          | No se clasificó               | No se clasificó               | No se clasificó               | No se clasificó               | No se clasificó               | No se clasificó               | No se clasificó               | No se clasificó               |
| 2019                                          | No se clasificó               | No se clasificó               | No se clasificó               | No se clasificó               | No se clasificó               | No se clasificó               | No se clasificó               | No se clasificó               |
| 2022                                          | No se clasificó               | No se clasificó               | No se clasificó               | No se clasificó               | No se clasificó               | No se clasificó               | No se clasificó               | No se clasificó               |
| 2023                                          | No se clasificó               | No se clasificó               | No se clasificó               | No se clasificó               | No se clasificó               | No se clasificó               | No se clasificó               | No se clasificó               |
| 2024                                          | No se clasificó               | No se clasificó               | No se clasificó               | No se clasificó               | No se clasificó               | No se clasificó               | No se clasificó               | No se clasificó               |
| 2025                                          | Clasificadas como anfitrionas | Clasificadas como anfitrionas | Clasificadas como anfitrionas | Clasificadas como anfitrionas | Clasificadas como anfitrionas | Clasificadas como anfitrionas | Clasificadas como anfitrionas | Clasificadas como anfitrionas |